# دونگا یایینا
دونگا یایینا (به صربی: Donja Jajina) یک منطقهٔ مسکونی در صربستان است که در لسکواس واقع شده‌است. دونگا یایینا ۱٬۳۳۸ نفر جمعیت دارد.